# أنطونيو باتشيني
كان أنطونيو باتشيني (13 يونيو 1665 - 5 نوفمبر 1726) باحثًا وعالم تشريح إيطالي، ركز بشكل أساسي على الطبقة السحائية الخارجية للدماغ، الأم الجافية.
سُميت حبيبات باتشيني (أو أجسام باتشيون)، التي تظهر عندما تبرز الطبقة العنكبوتية من خلال الجافية، باسمه (على الرغم من أنها تُعرف الآن بشكل عام باسم التحبيبات العنكبوتية).

## سيرته الشخصية
ولد باتشيني في ريجيو إميليا، حيث التحق بالجامعة لاحقًا. حصل على شهادته في الطب عام 1688، وغادر إلى روما عام 1689.
درس باتشيني الطب في جامعة مدينته الأصلية، وحصل على شهادته في 25 أبريل 1688. وفي العام التالي انتقل إلى روما ليكرس نفسه لدراسة علم التشريح، أمضى سنواته الأكثر إنتاجية في روما. كان صديقًا وطالبًا لمارسيلو مالبيغي (1628-1694)، الذي عاش في روما منذ عام 1691 حتى عام 1694. عمل أولًا فيى سانتو سبيريتو في مستشفى ساسيا، وكان طبيبًا مساعدًا في مستشفى كونسولازيوني منذ 26 مايو 1690 حتى 3 يونيو 1693، ثم بقي لمدة ست سنوات في تيفولي كطبيب المدينة.
في عام 1699، عاد باتشيني إلى روما وأسس مهنة طبية ناجحة. أصبح فيما بعد رئيسًا للأطباء في مستشفى سان جيوفاني في لاتيرانو ثم في مستشفى كونسولازيوني وفي روما، تعرف على الطبيب وعالم النبات جيوفاني ماريا لانسيسي (1654-1720)، الذي تعاون معه في نشر اللوحات التشريحية لإوستاكيوس في عام 1714.
تتعلق أهم أعمال باتشيني بشكل خاص بتشريح ووظيفة الأم الجافية. تعود أطروحته الأولى حول هذا الموضوع إلى عام 1701 فصاعدًا، وأهمها الرسالة (1705) التي وصف فيها التحبيبات العنكبوتية التي سُميت باسمه.

## السنوات الأخيرة
أجبرت الحالة الصحية غير المستقرة باتشيني على قبول المهمة الأقل تطلبًا كرئيس الأطباء في مستشفى كونسولازيوني المفضل لديه، حيث عمل حتى التقاعد. أصيب بمرض غير معروف في الجهاز العصبي المركزي (سرطان أو ورم دموي داخل الجمجمة) وتسبب في نوبات اختلاج، وشلل نصفي أيمن، وتدهور عقلي تدريجي. توفي باتشيني في روما عن عمر يناهز 62 عامًا.